# Bazylika katedralna św. Jana Chrzciciela w Salto
 Bazylika katedralna św. Jana Chrzciciela w Salto (hiszp. Catedral Basílica de San Juan Bautista) – rzymskokatolicki kościół w Salto wybudowany w latach 1926-1962, pełniący funkcję katedry diecezji Salto oraz mający godność bazyliki mniejszej.

## Historia
W 1867 roku, w miejscu obecnej katedry, rozpoczęto budowę nowego kościoła, pod który kamień węgielny położył pierwszy biskup Montevideo Jacinto Vera. Pomimo że prace ciągnęły się przed długi czas, budowla ta nie została ukończona. W 1921 roku pierwszy biskup diecezji Salto Tomás Gregorio Camacho zatwierdził plany nowej katedry autorstwa salezjanina Ernesto Vespignani (ściany starej konstrukcji, która nie miała dachu, nie zostały wzięte pod uwagę). Budowę rozpoczęto w 1926 roku, a prace budowlane trwały aż do 1962 roku. Kierownictwo nad budową po śmierci Ernesto Vespignaniego przejął Rafael Ruano. Świątynia została konsekrowana 23 sierpnia 1962.
W 1939 roku kościół stał się katedrą diecezji Salto.
9 maja 1988 roku katedrę odwiedził papież Jan Paweł II, a 8 kwietnia 1997 roku nadał jej godność bazyliki mniejszej.
W 1997 roku katedra została uznana za narodowy zabytek historyczny (Monumento Histórico Nacional).

## Architektura i sztuka
Katedra została wybudowana w stylu eklektycznym, z przewagą baroku. Fasada jest zdominowana przez dwie boczne wieże.
Wnętrze katedry jest trójnawowe.
Ołtarz główny katedry jest prostym stołem z czarnego marmuru i granitu. Nad ołtarzem zawieszony jest pierścień z metalu z łacińską inskrypcją, a wewnątrz pierścienia zawieszony jest z kolei duży krucyfiks autorstwa złotnika Benjamína Delinco.
W świątyni znajdują się dzieła autorstwa José Luis Zorrilla de San Martín: Chrzest Jezusa (obraz z 1944 roku w kaplicy chrzcielnej przy północnym wejściu do katedry), św. Michał Archanioł (w ołtarzu w północnej stronie transeptu) oraz św. Józef z Dzieciątkiem (w ołtarzu w prawej nawie).
Organy katedry pochodzą z 1939 roku.
W wieży północnej katedry znajdują się cztery dzwony zakupione we Francji, o wagach 900, 450, 260, 180 kilogramów. Zostały one zawieszone w 1938 roku.
Kaplica Najświętszego Sakramentu
Kaplica Najświętszego Sakramentu została wybudowana w 1930 roku. Znajduje się w niej ołtarz wykonany z białego, ochrowego i zielonego marmuru oraz brązowego granitu, zdobiony płaskorzeźbami z brązu przedstawiającymi narodziny i mękę Chrystusa. Ołtarz ten zdobył drugą nagrodę na wystawie sztuki religijnej w Paryżu w 1930 roku.
Po wschodniej stronie kaplicy znajduje się duży brązowy krucyfiks; rzeźba Chrystusa ma 1,74 m wzrostu, została ona wykonana przez Edmundo Prattiego w 1945 roku.
Krypta
Krypta zlokalizowana jest pod kaplicą Najświętszego Sakramentu. Zostali pochowani w niej biskupi Salto.